# 湖埔村
湖埔村是中華民國金門縣金寧鄉的一個村莊，西臨海，東與安美村相鄰，北與古寧村相連，南為金城鎮西門里，有湖下、東坑、頂埔下、下埔下、埔後、埔邊六個居民點。2022年底全村人口為9,093人，是金寧鄉人口最多的村，也是僅次於雲林縣麥寮鄉麥豐村的中華民國人口第二大村。

## 歷史
明隆慶二年（1568年）始隸同安縣祥鳳里十九都，清道光十六年（1836年）設古湖保，民國四十二年（1953年）設金寧鄉，湖下與東坑劃設湖下村，頂埔下、下埔下、埔後、埔邊劃設四埔村，民國五十四年（1965年）調整村里級行政區，將湖下與四埔合為一村，各取一字命名為湖埔村。。

## 產業
湖埔村的主要產業為牡蠣養殖，由於海岸為泥灘，適合牡蠣生長，因此牡蠣碩大肥美，牡蠣殼燒製成灰亦可成建材，因此灰窯業也發展起來。